# Orectognathus nigriventris
Orectognathus nigriventris är en myrart som beskrevs av Mercovich 1958. Orectognathus nigriventris ingår i släktet Orectognathus och familjen myror. Inga underarter finns listade i Catalogue of Life.